# David Lindsey
David Lindsey va ser un ciclista estatunidenc que competia en les proves en pista.

## Palmarès
- 1986
  - 2n al Campionat del món en Tàndem (amb Kit Kyle)